# Макаров, Григорий Дмитриевич
Григорий Дмитриевич Макаров (1736—1785) — российский государственный деятель.
С 1754 на военной службе. Во время своего пребывания в Пруссии в 1759 г., находясь в курьерах захвачен в плен неприятелем и потом освобождён по размену в армию в 1760 г. Во время всей Прусской кампании находился в походах. В 1769 году участвовал в польском походе Суворова. С 1771 полковник Курского пехотного полка. При взятии перекопской линии дошёл до города Кафы. Принимал участие в подавлении татарских волнений в 1772 и 1773 гг. Когда в 1774 г. турецкий десант высадился в Крыму и продолжались татарские волнения, участвовал в сражениях и подавлениях против них в 1775, 1776, 1777 и 1778 гг.
Бригадир с 1778, генерал-майор с 1779. Командовал войсками на Тамани (1-я дирекция), куда входили крепости Темрюкская и Таманская, редуты Подгорный и Песчаный. Находясь на Таманском полуострове вывел находящихся там христиан на поселения в Россию.  
С 25.01.1780 по 2.07.1784 правитель Вологодского наместничества. При нём 26 марта 1784 года из Вологодского наместничества было выделено Архангельское наместничество.
В 1784—1785 правитель Тамбовского наместничества. В этой должности был предшественником Державина, который потом писал: «По приезде в Тамбов в исходе марта или в начале апреля (1786), нашел сию губернию по бывшем губернаторе Макарове, всем известном человеке слабом, в крайнем расстройстве».